# Пам'ятник варенику (Черкаси)
Пам'ятник варенику у Черкасах — перший в Україні (зараз демонтований) пам'ятник варенику, що був встановлений у 2006 році біля готелю «Росава» по вулиці Верхня Горова, 29 у Черкасах. Ініціатором створення став директор готелю Микола Петренко

## Опис та історія
Скульптура являла собою козака Мамая, який їсть вареники. За його спиною розміщений величезний вареник у вигляді півмісяця. Автор пам'ятника однієї з класичних страв української кухні — скульптор, заслужений художник України Іван Фізер. Висота пам'ятника, виготовленого з кераміки, становила 2,5 м. До його відкриття був приготований справжній вареник вагою близько 70 кг.
У 2013 році у приміщенні колишнього готелю розташувався Апеляційний суд Черкаської області. Через те, що пам'ятник не відповідав статусу закладу, було вирішено демонтувати його та пам'ятник Українській жінці. Їх демонтували 16 жовтня 2013 року.